# Centre d'études et de recherches d'architecture et d'urbanisme
Le C.E.R.A.U. — Centre d’Études et de Recherches d’Architecture et d’Urbanisme — a été fondé en 1968 par les architectes belges André Bauwens, Françoise Blomme, Roger Thirion et José Vandevoorde. Il compte aujourd’hui neuf associés. 
Il s'est surtout illustré dans la construction d’immeubles de bureaux, principalement à Bruxelles. Le Waterloo Office park, grand ensemble de 16 immeubles créés à l’emplacement de l'ancienne sucrerie de Waterloo, drève Richelle, a été conçu par ses soins entre 1991 et 1999.
À la suite de l'élaboration de l’étude Espace Bruxelles-Europe relative à l'aménagement du quartier européen à Bruxelles, le C.E.R.A.U. a participé à la construction de plusieurs immeubles dans le quartier de la gare du Luxembourg. Associé à la construction du Parlement européen dans le cadre de l'Atelier Espace Léopold, il a également conçu l'Ardenne Atrium à la pointe nord du mail (1996-2000) pour le compte de la S.A. Immomils - Louis De Waele Development. 
À l'Institut royal des sciences naturelles voisin, il a réalisé plusieurs bâtiments de liaison entre les trois édifices existants d’époques différentes (1997-1999). La nouvelle gare du Luxembourg, coincée dans l’épaisseur de la dalle qui recouvre le chemin de fer, porte également la marque de l'A.E.L.
L'immeuble le plus curieux qu'on doit au bureau C.E.R.A.U. est sans doute le siège social de C.E.I. Construct (2000-2001) à Neder-Over-Heembeek, dont la façade est recouverte de plaques imitant les écailles de tortue… Il est, enfin, l’auteur, avec B.E.A.I. du siège social d’Electrabel (1991-1993) situé au numéro 5 du boulevard du Régent, face à la porte de Namur. 
Même si ce type de réalisation reste exceptionnel dans son chef, il faut également signaler la restauration de la façade de l’ancien hôtel particulier du célèbre architecte Laurent-Benoît Dewez, construit au 73-75 de la rue de Laeken en 1740. Plus récemment, le bureau d'études a réalisé la rénovation de l’hôtel Gresham, place Royale, dans le cadre de l’extension et de la rénovation d’une partie des musées royaux des beaux-arts (1998-2003).

## Réalisations de style postmoderne
- 1987-2004 Espace Léopold, siège du Parlement européen

(construit par l'association « Atelier Espace Léopold » constituée de l'Atelier d'Architecture de Genval, du Cerau et du Group T)
- 1991-1993 Siège d'Electrabel (immeuble Regent II), boulevard du Régent 8
- 1995-1999 Nouvelle gare de Bruxelles-Luxembourg (construite par l'association « Atelier Espace Léopold »)
- 1996-2001 « Ardenne Atrium », rue Belliard / rue d'Ardenne
- 1997-2000 « Plaine 9 » et « Plaine 11 », boulevard de la Plaine 9-11
- 1998-2001 « Trône-Idalie », rue du Trône 108
- 2005-2009 « Zenith Building », boulevard Roi Albert II[1]

« Plaine 9 » et « Plaine 11 »
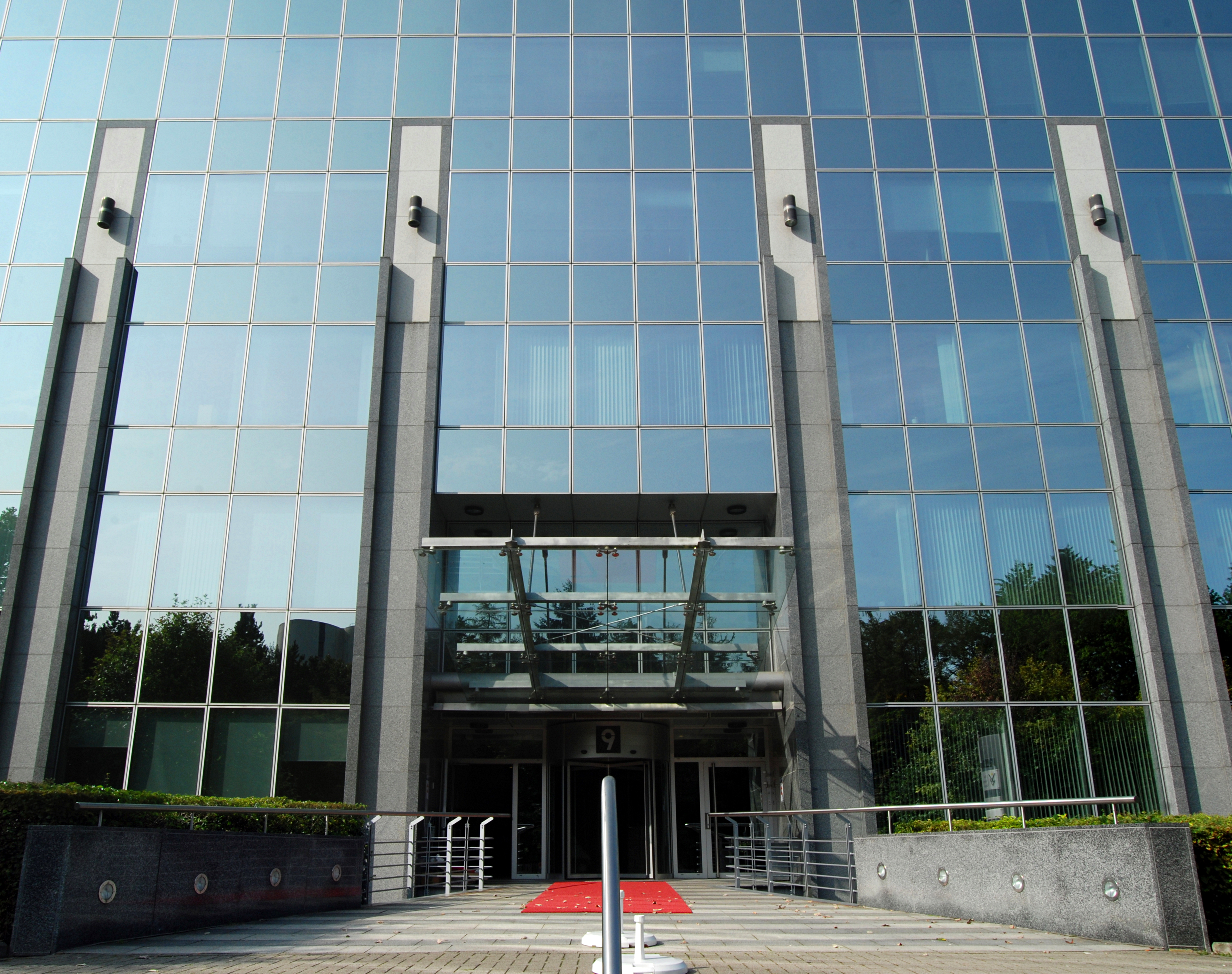
« Plaine 9 ».
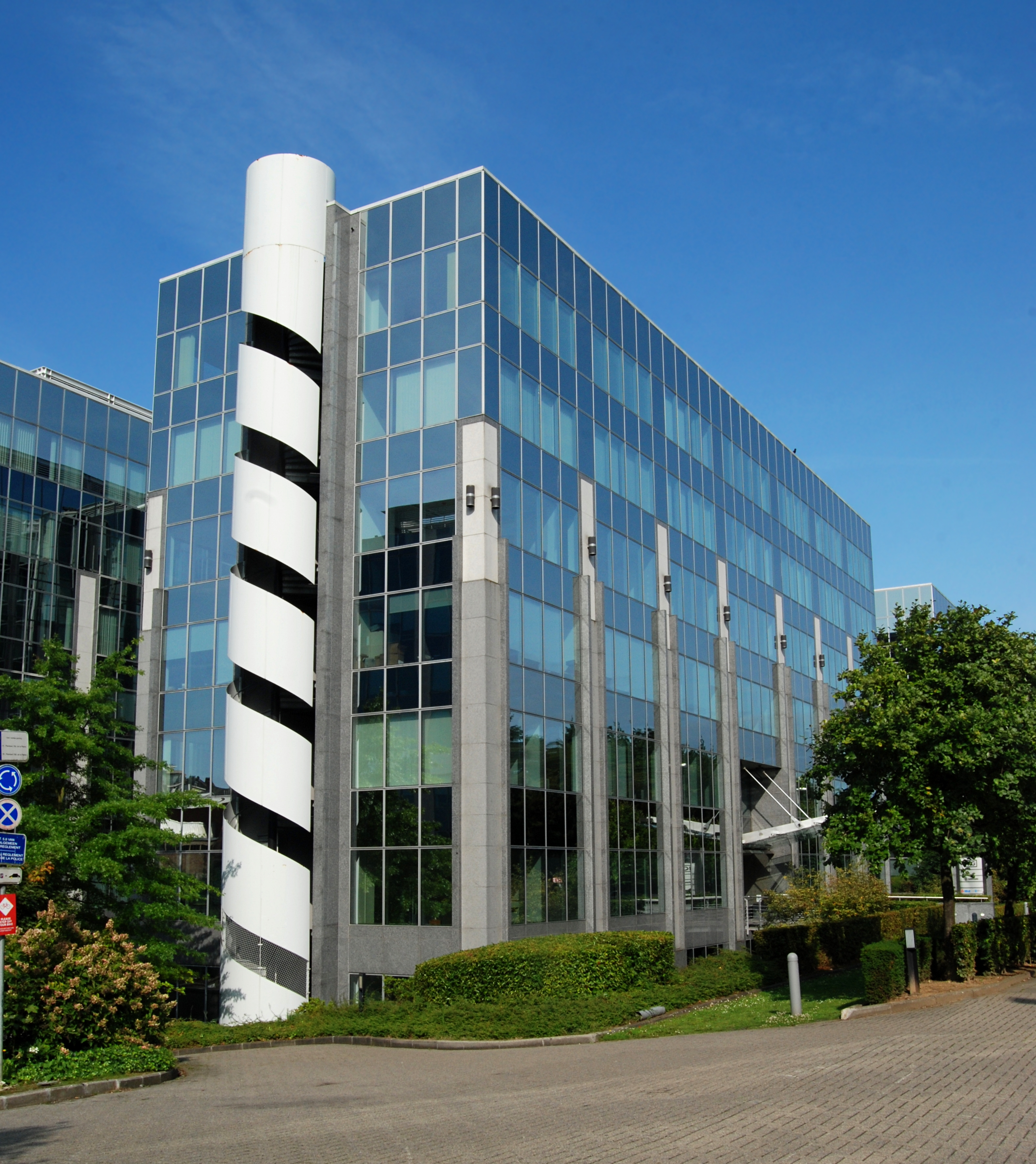
« Plaine 11 ».
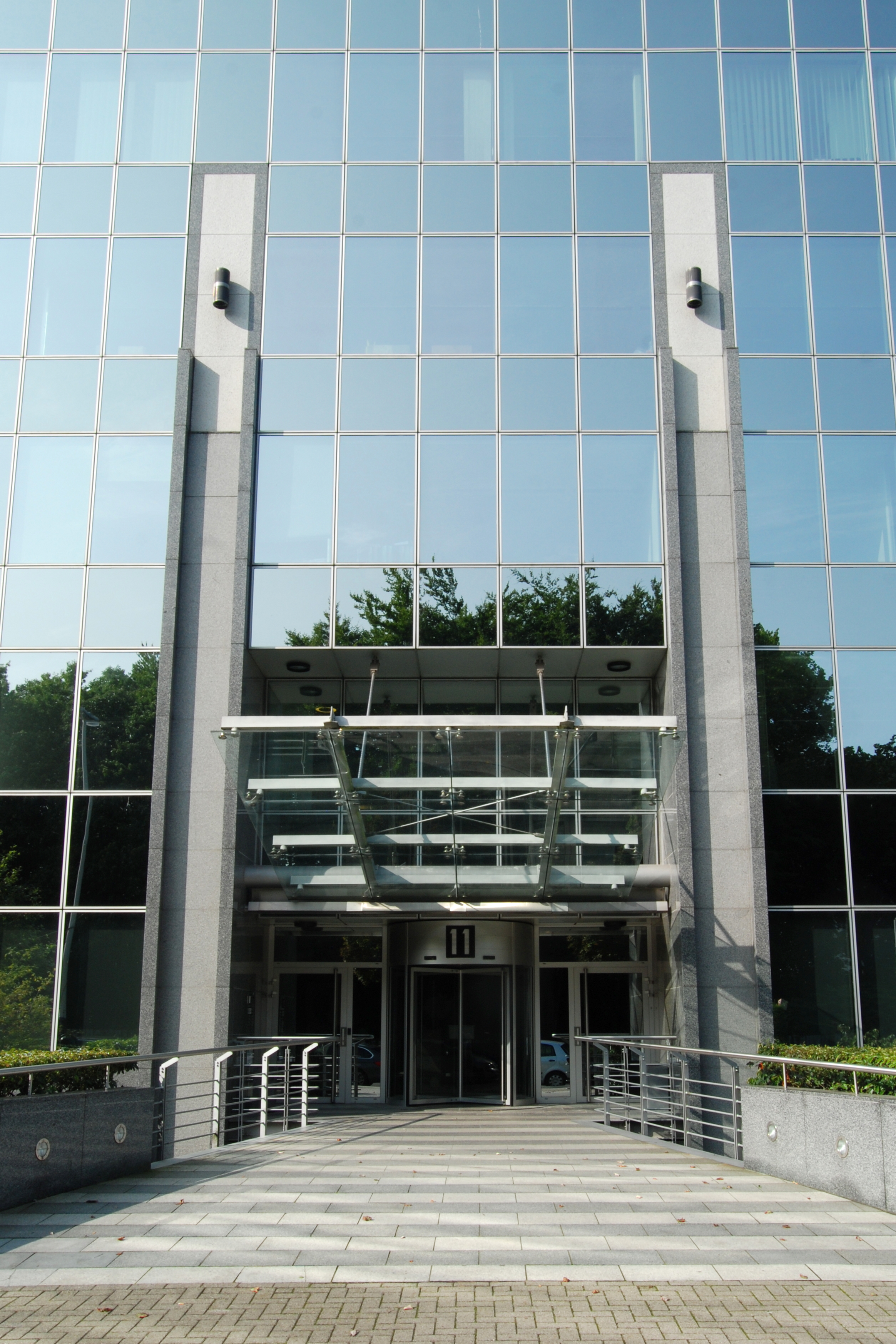
« Plaine 11 ».